# Blowin’ Away
Blowin’ Away ist ein Album von Joan Baez aus dem Jahre 1977. Es war das erste nach ihrem Wechsel vom Label A&M Records zu Portrait Records. Der Sound des Albums ging mehr in Richtung Popmusik als alle ihre früheren Alben. Kritiker wiesen darauf hin, dass ihr „neuer Sound“ nicht ganz zufriedenstellend erschien. Zu den Titeln gehören eine Coverversion von Rod Stewarts Hit Sailing und der Standard Cry Me a River, zusammen mit Eigenkompositionen von Joan Baez.
In der Eigenkomposition Time Rag erzählt Baez von einem abgebrochenen Interview mit einem Time-Reporter. Im Laufe des Songs gibt sie zu, dass die Studiobosse ein besonderes Image von ihr wollten, damit sich die Songs noch besser verkaufen würden. „I really should tell you that deep in my heart / I don’t give a damn where I stand on the charts“, kommentiert sie ironisch gegen Ende des Songs.

„Curious about his interest

I babbled my way through the worldwide list

Ireland, Chile and the African states

Poetry, politics and how they relate

Motherhood, music and Moog synthesizers

Political prisoners and Commie sympathizers

Hetero, homo and bisexuality

Where they all stand in the nineteen-seventies.“

Baez schrieb den Titel Altar Boy and the Thief als ein Tribut an ihre homosexuellen Fans. In ihrer Autobiografie We Shall Overcome – Mein Leben beschrieb Baez Blowin’ Away als „ein gutes Album mit einem schrecklichen Cover“.

## Titelliste
Alle Titel außer den näher bezeichneten sind Kompositionen von Joan Baez.
1. Sailing (Gavin Sutherland) – 4:22
2. Many a Mile to Freedom (Steve Winwood, Anna Capaldi) – 2:58
3. Miracles – 5:24
4. Yellow Coat (Steve Goodman) – 3:37
5. Time Rag – 5:25
6. A Heartfelt Line or Two – 3:23
7. I’m Blowin’ Away (Eric Kaz) – 3:18
8. Luba the Baroness – 7:06
9. Altar Boy and the Thief – 3:28
10. Cry Me a River (Arthur Hamilton) – 3:00